# Protestantse Kerk (Aagtekerke)

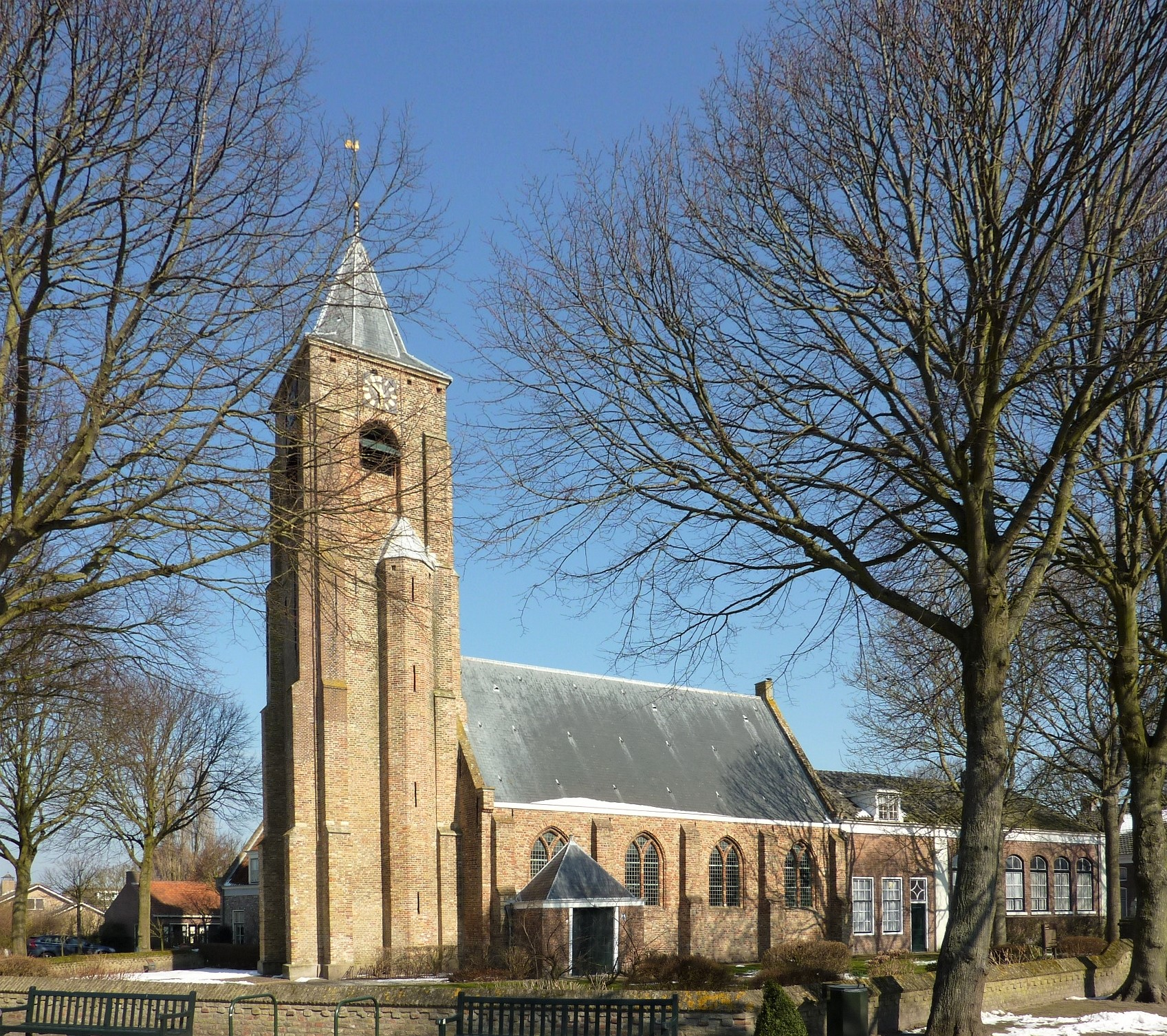
Die Protestantse Kerk zu Aagtekerke

Die Protestantse Kerk ist ein Kirchengebäude der Protestantischen Kirche in den Niederlanden in Aagtekerke in der Gemeinde Veere in der Provinz Zeeland. Der Turm sowie das Langhaus der im Kern spätgotischen Kirche sind als Rijksmonumente eingestuft.

## Geschichte
Durch Verlegung der Pfarrkirche von Oost-Domburg wurde 1320 in Aagtekerke eine eigenständige Parochialkirche eingerichtet. Bis zur Reformation war die Kirche der Heiligen Agatha geweiht, hiervon zeugt heute auch noch der Ortsname Aagtekerkes. Aus der vorreformatorischen Zeit stammt noch der im Stile der Scheldegotik errichtete Kirchturm des 15. Jahrhunderts. Das Kirchenschiff erhielt seine heutige Gestalt bei Umbaumaßnahmen des Jahres 1625, denen auch der Chorraum zum Opfer fiel. An seiner Stelle wurde eine Sakristei errichtet.
Im 19. Jahrhundert wurde direkt anschließend ein Schulgebäude angebaut, das seit 1905 als Rathaus diente. Seit 1966 ist das Gebäude Bibliothek. Somit wird der Kirchenrundling heute durchgehend von einem langgestreckten Gebäudekomplex dominiert. Seit der französischen Besatzungszeit ist der Kirchturm seit 1798 im Besitz der Bürgergemeinde Aagtekerke.
Die Kirchengemeinde gehört zur 2004 geschaffenen unierten Protestantse Kerk in Nederland.

## Orgel
Die Orgel wurde 1956 von den Orgelbauern Gebrüder Van Vulpen erbaut. Das Schleifladen-Instrument hat 5 Register auf einem Manual (C–f3: Holpijp 8′, Prestant 4′, Roerfluit 4′, Octaaf 2′, Scherp II). Das Pedal (C–d1) ist angehängt. Die Trakturen sind mechanisch.